# Carretera Austral

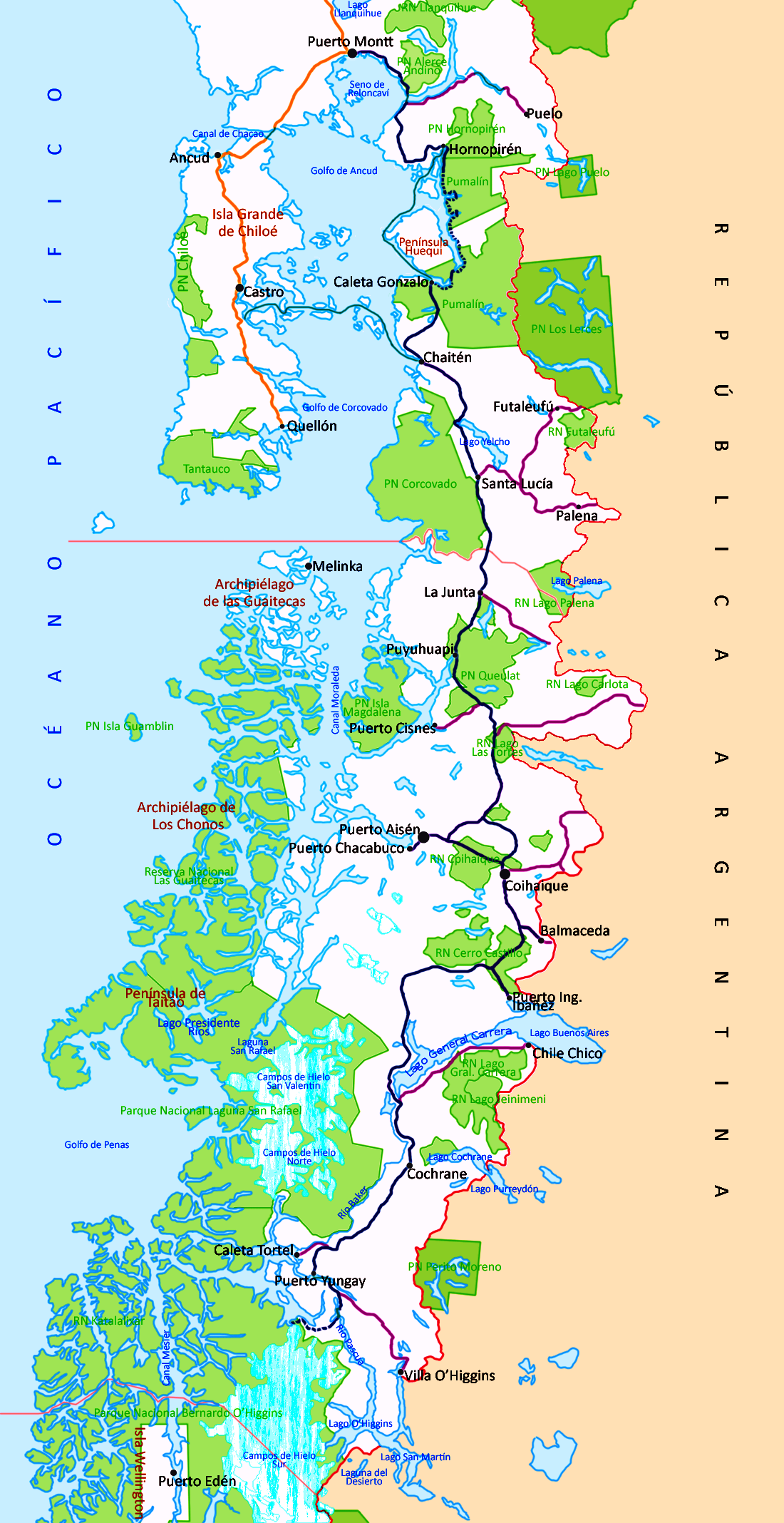
Carte de la Carretera Austral

La Carretera Austral est le nom donné à la route no 7 au Chili. Longue de 1 240 km, la route inaugurée en 1986 relie à travers la Patagonie la ville de Puerto Montt à Villa O'Higgins.
La Carretera Austral permet d'accéder aux régions d'Aisén et des Lacs. Elle est parfois surnommée « Sentier Général Pinochet » (Senda General Pinochet). Elle est particulièrement étroite (environ 4,5 m de largeur contre 7 sur une route française standard) sur la plus grande partie de son tracé.

## Historique
La Carretera Austral est une des grandes réalisations initiées et réalisées sous le régime militaire d'Augusto Pinochet. Commencée en 1976, son objectif était de relier les différentes communes de ces régions reculées du Chili, jusque-là isolées et mal desservies. Il était notamment impossible de rejoindre par voie terrestre chilienne la région de Aisén à moins de passer par l'Argentine voisine. Plusieurs projets dans les années 1950 et les années 1960 avaient été étudiés et proposés pour construire de nouvelles voies de communications vers ces régions mais n'avaient jamais été concrétisés.
En 1975, le régime militaire focalisé sur les problèmes liés à la souveraineté nationale du Chili dans un contexte de conflit larvé avec l'Argentine voisine décida de mettre en œuvre un gigantesque projet d'ingénierie publique destiné à désenclaver la région Aisén del General Carlos Ibáñez del Campo et ne plus être tributaire des voies terrestres argentines.  
En 1976, le corps militaire du travail (Cuerpo Militar del Trabajo), une division dépendant du corps de l'armée chilienne, commença la construction de la route méridionale. Plus de 10 000 soldats de l'armée chilienne participèrent aux travaux du plus coûteux ouvrage d'art du XXe siècle au Chili, nécessitant de trouver des voies de pénétration à travers les fjords, deux cols et les roches glaciaires. Plusieurs soldats perdirent la vie, notamment au cours d'opérations de dynamitage. 
La route a été progressivement ouverte au trafic à partir de 1988, deux ans après l'inauguration de la première portion par le général Pinochet. En 1996, la route atteint Puerto Yungay. Les derniers kilomètres jusqu'à Villa O'Higgins sont achevés en 2000.
En 2003, une voie annexe jusqu'à Caleta Tortel est également ouverte. 
En 2008, la route est goudronnée sur plus de la moitié de son trajet. Son revêtement a été constamment amélioré durant les années 1990 et 2000 bien qu'il ne soit pas encore adapté pour les véhicules lourds.  La Carretera Austral est surtout devenue une route touristique, utilisée notamment par les Argentins ou par les touristes en provenance d'Argentine voyageant aux confins de la Terre de Feu. Il est prévu de l'étendre à la région de Magallanes et de l'Antarctique chilien encore mal reliée par voie terrestre aux autres régions du Chili. La construction de la liaison vers Puerto Natales a débuté en janvier 2007.

## Villes, villages et autres sites reliés par la Carretera Austral
- Puerto Montt
- Seno de Reloncaví
- Parc national Hornopirén
- Lac Yelcho
- Chaitén
- Parc national Queulat
- Coyhaique
- Balmaceda
- Río Ibáñez
- Cerro Castillo
- Lac General Carrera
- Cochrane
- Río Baker
- Caleta Tortel
- Villa O'Higgins

### Passages en ferry
Tout voyageur souhaitant utiliser de bout en bout la Carretera Austral aura l'obligation également d'emprunter trois ferrys : 
- un passage de 30 minutes à environ 45 km au sud de Puerto Montt
- une traversée de 5 heures entre Hornopirén (110 km au sud de Puerto Montt) et Caleta Gonzalo
- enfin un passage de 50 minutes entre Puerto Yungay et Río Bravo, avant les 100 derniers kilomètres jusqu'à Villa O'Higgins.

Les ferrys entre Hornopirén et Caleta Gonzalo ne circulent que durant l'été austral ; le reste de l'année, il n'est pas possible de poursuivre au-delà de Hornopirén sur la partie sud de la Carretera Austral.

## Galerie

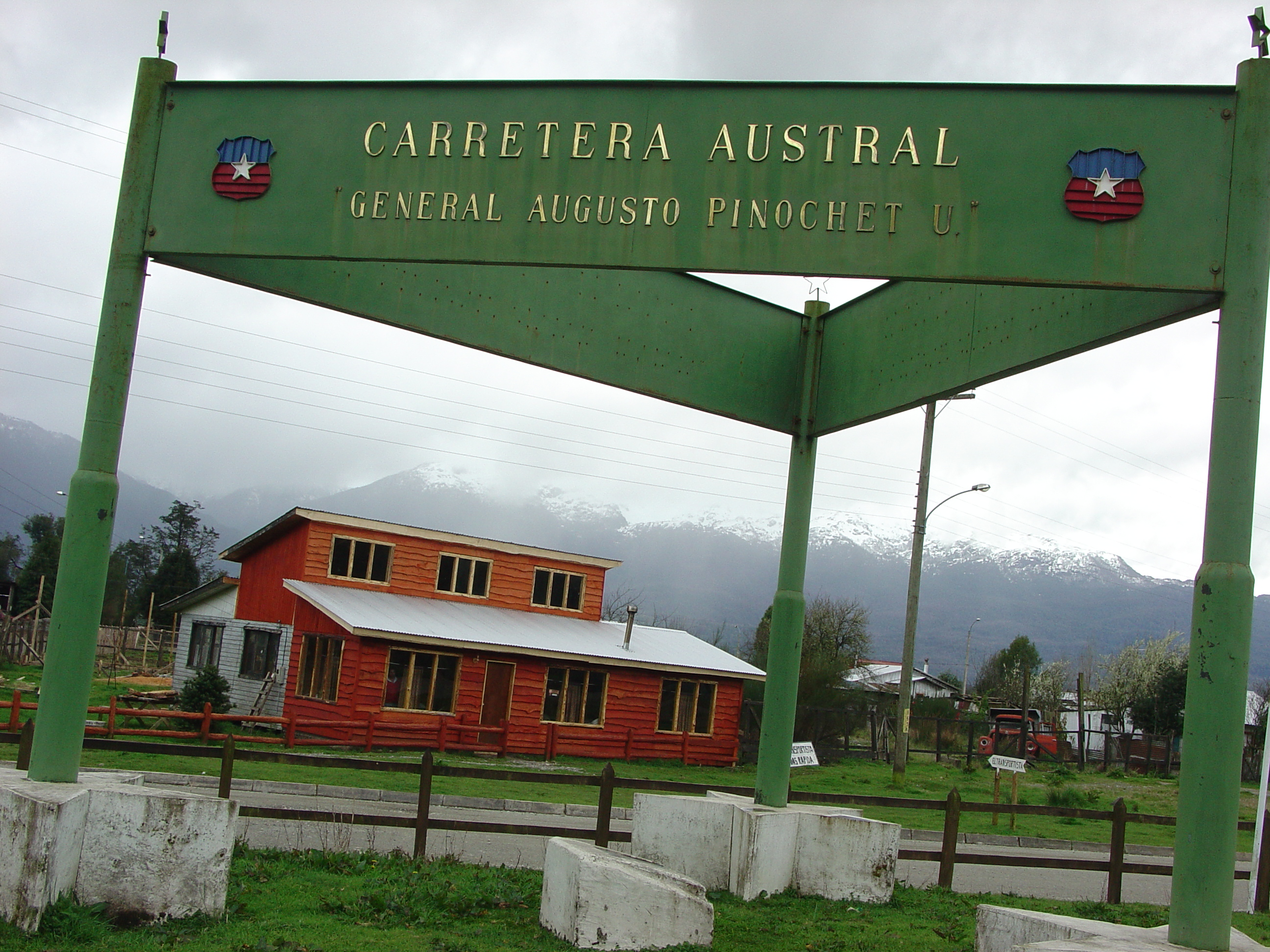
La Carretera Austral General Augusto Pinochet
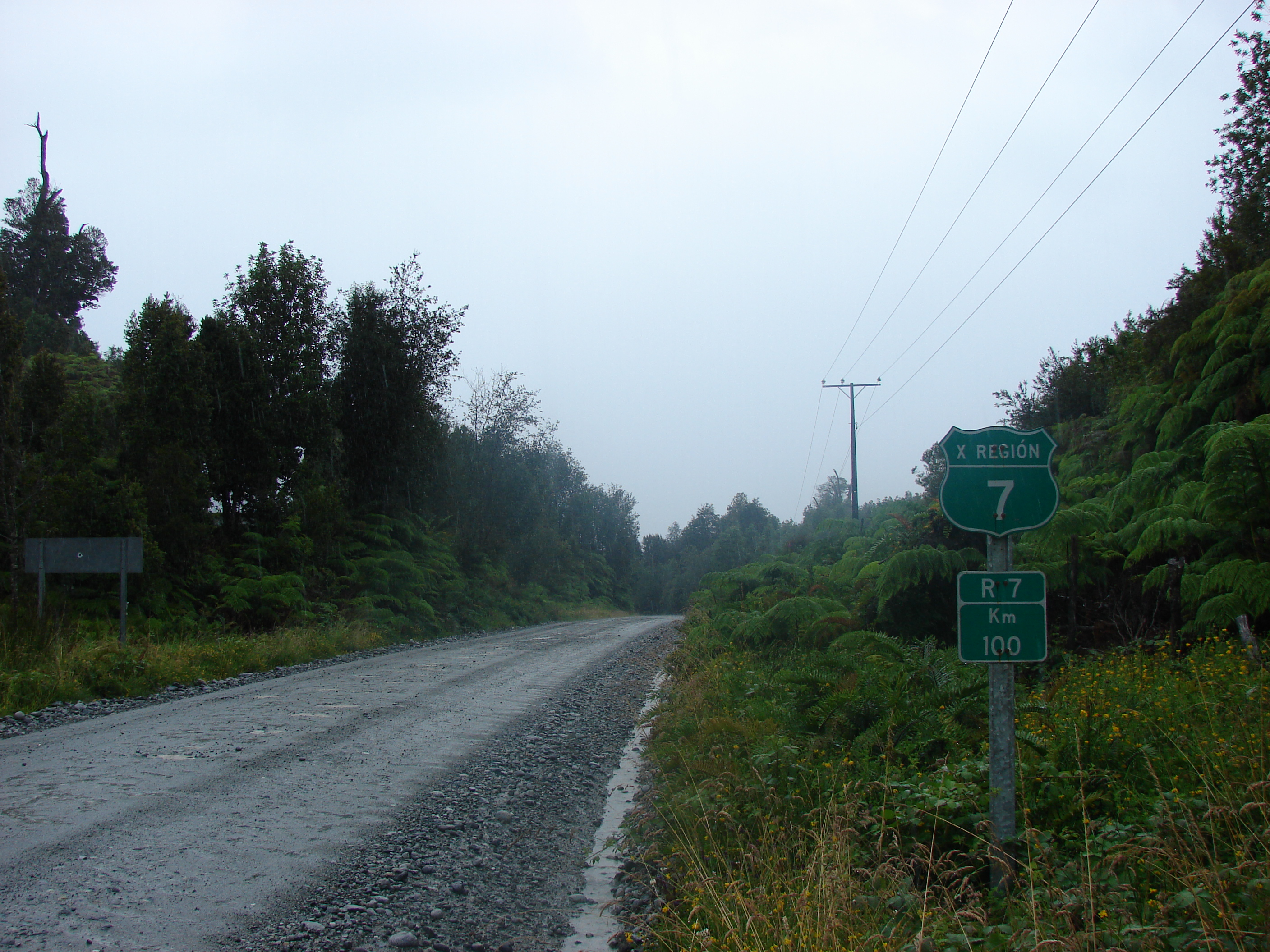
La Carretera Austral au point kilométrique 100
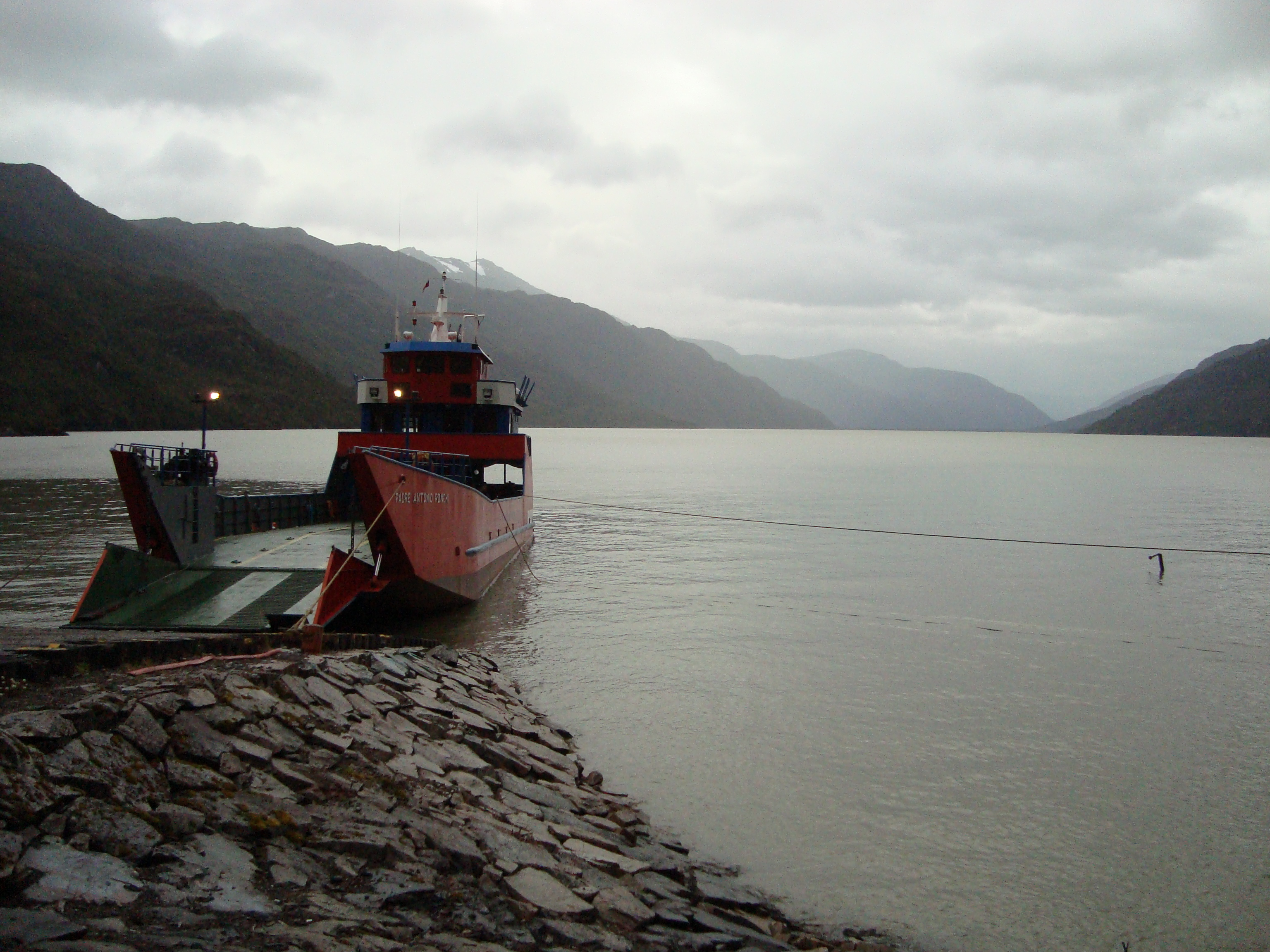
Le ferry à Puerto Yungay
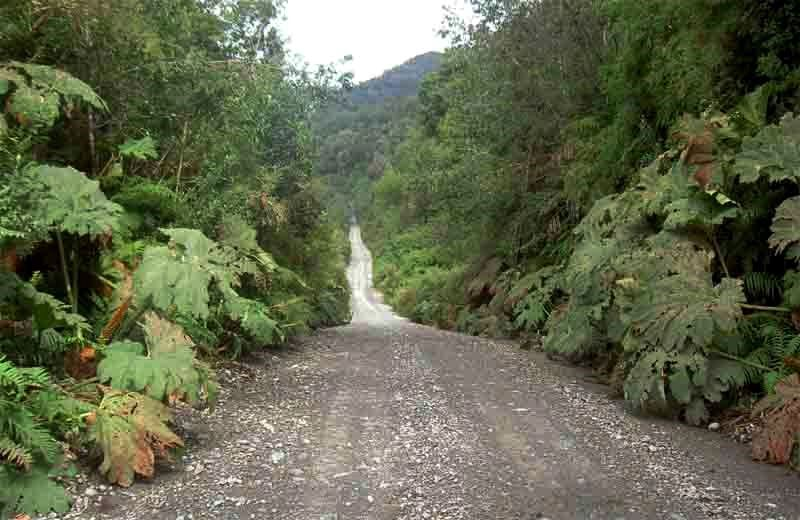
La Carretera Austral près de Caleta Gonzalo
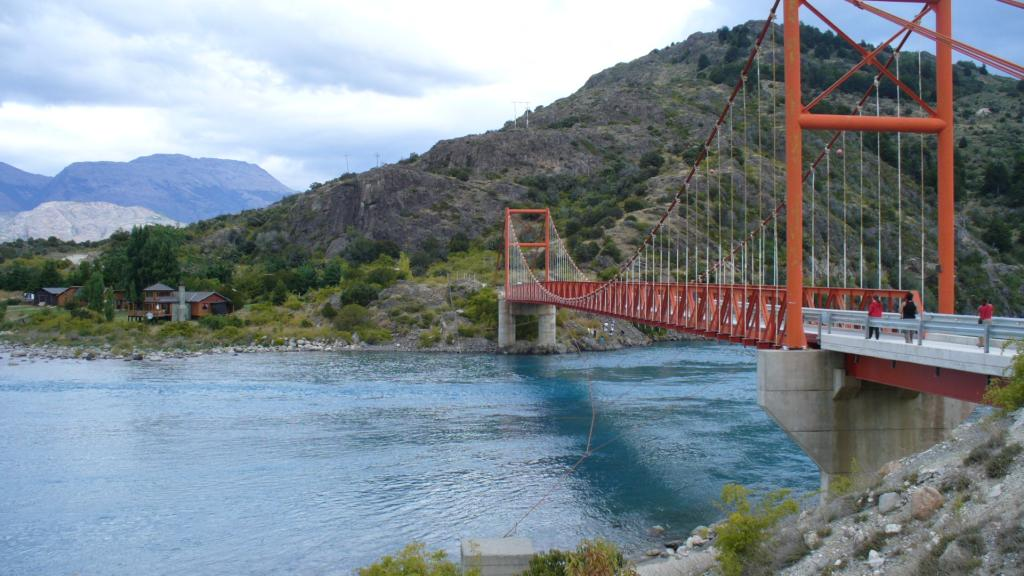
Pont Général Carrera

## Sources
- (es) Histoire de la Carretera austral Presidente Pinochet
- (fr) L'ouverture de la Carretera Austral dans les Andes du Chili Méridional, par Philippe Grenier, géographe et directeur de recherche au CNRS.
- (fr) La Carretera austral, dossier sur le site du Guide du routard.
- (fr) Les Terres de décembre, voyage en Patagonie chilienne , récit de voyage (Guide du routard).